# 1948年逝世人物列表
1948年逝世人物列表：1月 - 2月 - 3月 - 4月 - 5月 - 6月 - 7月 - 8月 - 9月 - 10月 - 11月 - 12月
下面是1948年逝世的知名人士列表。

## 1月

### 1日
- 埃德娜·梅，美國女演員

### 2日
- 維森特·惠多布羅，智利詩人[1]

### 4日
- 安娜·卡琳娜，奧地利女演員

### 5日
- 瑪麗·迪米克·哈裡森，本杰明·哈里森總統的妻子

### 7日
- 查理斯·威爾遜，美國演員
- 瑪麗亞·德·梅茲圖·惠特尼，西班牙教育家、女權主義者

### 8日
- 愛德華·斯坦利·凱洛格，美屬薩摩亞第16任總督
- 查理斯·馬格努森，瑞典製片人、編劇
- 庫爾特·施維特斯，德國藝術家
- 理查·陶伯，奧地利男高音[2]

### 12日
- 赫伯特·艾倫·法默，美國罪犯

### 19日
- 托尼·卡尼爾，法國建築師

### 21日
- 伊莉莎·摩爾，美國最後一個出生於奴隸制的人
- 左近允尚正，日本海軍上將和戰犯（被處決）
- 埃爾曼諾·沃爾夫-法拉利，義大利作曲家

### 24日
- 比爾·科迪，美國演員
- 瑪麗亞·曼德爾，奧地利集中營看守和戰犯（被處決）

### 26日
- 格奧爾格·布魯赫米勒，德國炮兵軍官

### 28日
- 特蕾莎·布蘭德爾，德國集中營看守和戰犯（被處決）
- 安娜·瑪麗亞·戈夫，美國醫生

### 29日
- 克羅埃西亞國王托米斯拉夫二世

### 30日
- 亞瑟·科寧厄姆，英國空軍元帥（失蹤）
- 圣雄甘地，印度獨立運動領袖（遇刺）
- 奥维尔·莱特，美國飛機的共同發明者

## 2月

### 1日
- 谢尔盖·爱森斯坦，苏联导演

### 2日
- 湯瑪斯·拉蒙特，美國銀行家[3]
- 比维尔·拉德，南非運動員

### 4日
- 美國郵政官員奧托·普拉格實施了美國航空郵件

### 5日
- 約翰內斯·布拉斯科維茨，德國將軍[4]

### 8日
- 撒母耳·布希，美國商人、實業家

### 9日
- 卡爾·瓦倫丁，德國演員

### 11日
- 谢尔盖·米哈依洛维奇·爱森斯坦，蘇聯電影導演
- 以撒·以撒·艾薩克斯，澳大利亞第9任總督

### 15日
- 蘇巴德拉·庫馬里·喬漢，印度詩人

### 17日
- 莱昂·雅各布·科尔，美国遗传学家和鸟类学家

### 23日
- 約翰·羅伯特·格雷格，愛爾蘭出生的速記發明者

### 25日
- 阿尔弗雷多·巴尔多米尔，烏拉圭政治家、士兵、建築師，烏拉圭第27任總統和二戰領導人
- 亞歷山大·杜托伊特，南非地質學家
- 胡安·埃斯特萬·蒙特羅，智利政治人物，智利第20任總統

### 27日
- 羅馬尼亞牧首尼科迪姆[5]

### 28日
- 周佛海，民國政治人物

## 3月

### 4日
- 安托南·阿尔托，法國劇作家、演員和導演[6]
- 艾爾莎·布蘭德斯特倫，瑞典護士[7]

### 10日
- 泽尔达·菲茨杰拉德，F·斯科特·菲茨傑拉德的美國妻子
- 扬·马萨里克，捷克斯洛伐克外交部長

### 16日
- 里昂·莫拉，阿根廷醫生和大學教授

### 23日
- 第一代米爾恩男爵喬治·米爾恩，英國陸軍元帥

### 24日
- 尼古拉·亚历山大罗维奇·别尔嘉耶夫，蘇聯宗教領袖、政治哲學家
- 保羅·塔翁·迪雷韋爾，義大利海軍上將

### 31日
- 埃貢·歐文·基施，奧地利記者、作家

## 4月

### 2日
- 比亞吉奧·比亞蓋蒂，義大利畫家
- 薩萬·辛格，被稱為“大師”的印度聖人

### 5日
- 安傑洛·約瑟夫·羅西，美國政治人物，舊金山市長

### 7日
- 伊莎貝爾·安德魯·德·阿吉拉爾，波多黎各作家、教育家、慈善家和活動家[8]

### 8日
- 阿卜杜勒·卡迪爾·海珊賽尼，巴勒斯坦阿拉伯民族主義者

### 9日
- 豪尔赫·埃利塞尔·盖坦，哥倫比亞政治家（遇刺）

### 14日
- W.H.埃利斯，美國律師和政治家

### 15日
- 拉多拉·加伊達，捷克軍事指揮官和政治家[9]
- 曼努埃爾·羅哈斯，菲律賓政治家，菲律賓第五任總統

### 17日
- 鈴木貫太郎，日本海軍上將，日本第42任首相

### 19日
- 米哈伊爾·羅斯托夫采夫，蘇聯演員

### 20日
- 米內光政，日本海軍上將和政治家，日本第37任首相

### 21日
- 卡洛斯·洛佩斯·布哈多，阿根廷作曲家

### 22日
- 普羅斯珀蒙塔涅，法國廚師和作家

### 24日
- 曼努埃尔·庞塞，墨西哥作曲家

### 25日
- 傑拉爾多·馬托斯·羅德裡格斯，烏拉圭作曲家、記者和鋼琴家

### 30日
- 阿爾弗雷多·米格爾·阿瓜約·桑切斯，波多黎各教育家、作家

## 5月

### 9日
- 維奧拉·艾倫，美國女演員

### 13日
- 米蘭·貝戈維奇，南斯拉夫作家
- 哈廷顿侯爵夫人凯瑟琳·卡文迪许，哈廷頓的瑪律喬內斯

### 15日
- 安德列·道切斯，法國畫家
- 愛德華·弗拉納根，愛爾蘭出生的美國羅馬天主教神父，男孩鎮的創始人和主教
- 堀內豐秋，日本將軍，乙級戰犯嫌疑人（被處決）

### 16日
- 穆罕默德·哈比布拉，印度政治家

### 18日
- 弗朗西斯科·阿隆索，西班牙作曲家

### 19日
- 馬克西米利安·倫茨，奧地利畫家和雕塑家

### 21日
- 雅克·費德，法國電影製片人

### 22日
- 克劳德·麦凯，牙買加出生的美國作家和詩人

### 25日
- 威托德·皮雷茨基，波蘭抵抗運動領袖（被處決）

### 26日
- 埃米爾·加斯頓·查西納特，法國埃及學家

### 28日
- 尤妮蒂·米特福德，英國社交名媛;阿道夫·希特勒的朋友

### 29日
- 梅·惠蒂，英國女演員

### 30日
- 約瑟夫·克勒克爾，匈牙利斯洛維尼亞政治家

## 6月

### 1日
- 若热·维安纳·达·莫塔，葡萄牙鋼琴家、教師和作曲家

### 2日
- 維克多·布拉克，德國醫生（被處決）
- 卡爾·勃蘭特，德國黨衛軍軍官（被處決）
- 魯道夫·勃蘭特，德國黨衛軍軍官（被處決）
- 卡爾·格布哈特，德國黨衛軍軍官（被處決）
- 瓦爾德瑪·霍文，德國黨衛軍軍官（被處決）
- 約阿希姆·姆魯戈夫斯基，德國黨衛軍軍官（被處決）
- 沃爾夫拉姆·西弗斯，德國黨衛軍軍官（被處決）

### 6日
- 路易·盧米埃爾，法國電影先驅

### 8日
- 賈科莫·阿爾巴尼斯，義大利數學家

### 13日
- 太宰治，日本作家

### 16日
- 歐仁尼亞·阿爾瓦羅·莫雷拉，巴西記者、女演員和導演

### 25日
- 本托·德·赫蘇斯·卡拉薩，葡萄牙數學家、經濟學家和統計學家

### 26日
- 納西卜·比塔爾，巴勒斯坦法學家
- 莉蓮·貝萊斯，菲律賓女演員（被謀殺）

### 30日
- 萨巴哈丁亲王，奧斯曼帝國皇室成員

## 7月

### 1日
- 阿桑塔·瑪律凱蒂，意大利羅馬天主教宗教人士，自稱並祝福

### 4日
- 阿爾伯特·貝茨，美國罪犯
- 蒙泰羅·洛巴托，巴西作家

### 5日
- 喬治·貝爾納諾斯，法國作家[10]
- 查理斯·菲爾莫爾，美國新教神秘主義者
- 卡羅爾·蘭迪斯，美國女演員

### 9日
- 阿爾西比亞德斯·迪亞曼迪，希臘政治人物

### 11日
- 金·巴格，美國演員
- 弗朗茨·魏登賴希，德國解剖學家、體質人類學家

### 14日
- 哈裡·佈雷利，英國不鏽鋼發明家
- 瑪格麗特·莫雷諾，法國女演員

### 15日
- 约翰·潘兴，美國將軍

### 17日
- 伊爾德布蘭多·扎奇尼，馬爾他畫家、發明家和旅行家

### 18日
- 巴爾達薩雷·內格羅尼，義大利導演、編劇

### 21日
- 阿希尔·戈尔基，蘇聯出生的畫家

### 22日
- 蘇德·門努奇，巴西記者、教育家

### 23日
- D·W·格里菲斯，美國電影導演

### 24日
- 彭喬·茲拉特夫，保加利亞將軍，保加利亞第25任總理

### 26日
- Antonin Sertillanges，法國天主教哲學家、精神作家

### 27日
- 喬·廷克，美國棒球運動員（芝加哥小熊隊），美國職業棒球大聯盟名人堂成員

### 28日
- 苏珊·格拉斯佩尔，美國劇作家

### 31日
- 露西·默瑟·盧瑟福，佛蘭克林·德拉諾·羅斯福總統的情婦

## 8月

### 3日
- 阿尔伯特·F·波拉德，英国历史学家
- 湯米·瑞恩，美國拳擊冠軍

### 4日
- 米列娃·馬利奇，南斯拉夫数学家，阿尔伯特·爱因斯坦的第一位夫人[11]

### 7日
- 查理斯·布萊恩特，美國演員

### 10日
- 安德魯·布朗，蘇格蘭足球教練

### 11日
- 朝河貫一，日本歷史學家

### 12日
- 朱自清，中國作家

### 13日
- 埃德溫·麥克斯韋，愛爾蘭演員

### 16日
- 貝比·魯斯，美國傳奇棒球選手

### 26日
- 喬治·安德森，美國演員

### 27日
- 茜茜·卡哈蘭，愛爾蘭工會、女權主義者和女權主義者
- 查尔斯·埃文斯·休斯，美國第11任首席大法官，1916年共和黨總統候選人

## 9月

### 1日
- 冯玉祥，中國軍閥和將軍[12]
- 蒙塞夫·貝伊，突尼西亞統治者 （1942–43）

### 2日
- 西爾瓦努斯·莫利，美國學者，第一次世界大戰間諜

### 3日
- 愛德華·貝內什，捷克斯洛伐克政治家、捷克斯洛伐克第四任總理和2屆捷克斯洛伐克總統

### 5日
- 理查德·托勒曼，美國數學物理學家

### 7日
- 安德列·蘇阿雷斯，法國詩人、評論家

### 10日
- 保加利亞沙皇斐迪南一世

### 11日
- 穆罕默德·阿里·真納，創始人，巴基斯坦第一任總督

### 12日
- 魯珀特·多伊利·卡特，英國酒店經營者、劇院老闆和老闆
- 卡洛·塞爾沃利尼，義大利藝術家

### 13日
- 保羅·韋格納，德國演員、電影導演和編劇，德國表現主義的先驅

### 17日
- 鲁思·本尼迪克特，美國人類學家、民俗學家
- 福克·伯納多特，瑞典外交官（遇刺）
- 埃米爾·路德維希，德國出生的瑞士歷史學家、傳記作家
- 拉斐爾·羅西，義大利羅馬天主教紅衣主教，傑出的上帝和僕人

### 20日
- 海珊·薩拉胡丁，馬爾地夫作家

### 22日
- 普魯士的阿達爾貝特，威廉二世的第三子。

### 24日
- 沃倫·威廉，美國演員

### 26日
- 格雷格·托蘭，美國電影攝影師

### 27日
- 弗蘭克·切利爾，英國演員

### 30日
- 瓦西裡·卡恰洛夫，蘇聯演員
- 伊蒂絲·羅斯福，美國第一夫人

## 10月

### 1日
- 弗朗西斯科·羅德裡格斯·達克魯茲，葡萄牙神父
- 披耶·玛奴巴功，暹羅第一任首相

### 12日
- 蘇珊·薩瑟蘭·艾薩克斯，英國教育心理學家和精神分析學家[13]

### 13日
- 撒母耳·海因茲，美國演員

### 14日
- 戴爾·富勒，美國女演員

### 15日
- 伊迪斯·查普曼，美國女演員

### 18日
- 瓦尔特·冯·布劳希奇，德國陸軍元帥

### 21日
- 艾麗莎·蘭迪，義大利女演員

### 24日
- 法蘭茨·萊哈爾，匈牙利作曲家

### 31日
- 玛丽·诺兰，美國女演員

## 11月

### 4日
- 第一代阿什菲爾德男爵阿爾伯特·斯坦利，英國出生的美國商人
- 菲利波·佩洛，義大利羅馬天主教主教和傳教士

### 7日
- 大衛·利蘭，美國演員

### 8日
- 奧地利大公彼得·斐迪南

### 9日
- 埃德加·甘迺迪，美國演員

### 10日
- 朱利葉斯·庫爾蒂烏斯，德國政治家、外交官
- 傑克·尼爾森，美國演員、導演

### 11日
- 弗雷德·尼布羅，美國電影導演

### 12日
- 翁貝托·佐丹奴，義大利作曲家

### 17日
- 奧里普·索莫哈爾喬，印尼將軍

### 20日
- 羅伯特·馬拉德，非裔美國人私刑受害者

### 21日
- 貝拉·米克洛什，匈牙利軍官、政治家和匈牙利第38任總理

### 23日
- 哈克·威爾遜，美國棒球運動員（芝加哥小熊隊），美國職業棒球大聯盟名人堂成員

### 28日
- D.D.希恩，愛爾蘭政治家

### 29日
- 瑪麗亞·科彭霍弗，德國女演員
- 羅伯托·奧梅尼亞，義大利電影攝影師、導演

### 30日
- 佛朗哥·維塔迪尼，義大利作曲家

## 12月

### 1日
- 卡尔·韦伯，即“萨默顿男子”，澳大利亚工程师，因离奇死亡和身世而为人所知

### 3日
- 扬·亨德里克·霍夫迈尔，南非政治家
- 路易士·奧雷戈·盧科，智利政治家、律師、小說家和外交官
- 查諾波佐，古巴打擊樂手

### 8日
- 馬修·查爾頓，澳大利亞政治家

### 15日
- 若昂·塔馬尼尼·巴爾博薩，葡萄牙軍官、政治家和葡萄牙第69任總理

### 20日
- C.奧布里·史密斯，英國演員

### 21日
- 瓦迪斯瓦夫·維特維克，波蘭心理學家、哲學家、翻譯家、歷史學家（哲學和藝術）和藝術家

### 23日
- 被处绞刑的日本战犯：
  - 土肥原贤二將軍
  - 廣田弘毅，外交官和政治家，日本第32任首相
  - 板垣征四郎，軍官
  - 木村兵太郎將軍
  - 松井石根將軍
  - 武藤章將軍
  - 东条英机，將軍，日本第40任首相

### 26日
- 約翰·韋斯特利，美國演員

### 28日
- 穆罕默德·薩利赫·阿克巴爾·海達里，印度公務員、政治家
- 馬哈茂德·努克拉希·帕夏，埃及政治人物，埃及第27任總理（遇刺）

### 30日
- 喬治·奧爾特，美國畫家
- 丹頓·韋爾奇，英國作家和畫家

### 31日
- 瑪律科姆·坎貝爾，英國陸地，水上賽車手